# Heimatstil

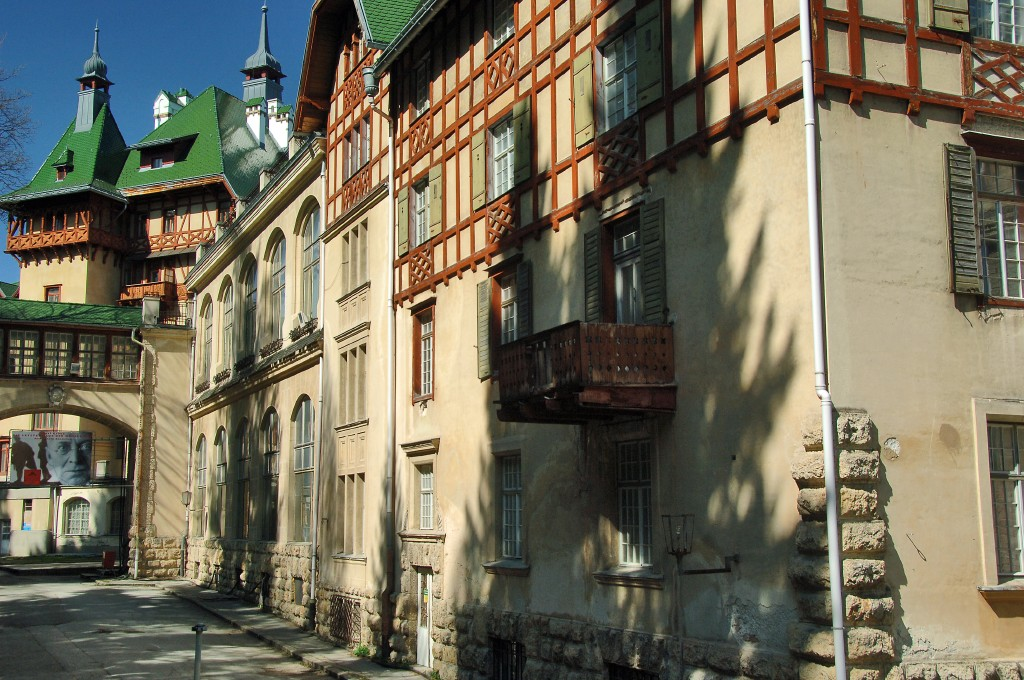
Le Südbahnhotel, un palace construit en 1882 au col du Semmering en Autriche.

Le Heimatstil (Heimat signifie « patrie » en allemand dans le sens de foyer) est un style architectural de la fin du XIXe siècle et du début du XXe appartenant à la tendance historiciste qui se rencontre dans les pays germaniques et en Suisse, mais aussi en Angleterre victorienne et parfois dans le nord et l’est de la France, ainsi qu’en Belgique et en Flandre. Le Heimatstil se caractérise par l'utilisation de bois en façade et de poutres sculptées, alliés à des pierres de bossage ou rustiques, reprenant les illustrations de la littérature et du folklore, notamment germanique, de l’époque. Le Heimatstil ne doit pas se confondre avec le style néo-germanique moderne (Heimatschutzarchitektur) issu de l’historicisme moderne vers 1905.

## Dénominations

### Dans les pays germanophones
Les synonymes dans ces contrées sont architecture tyrolienne, architecture moderne à colombage (Fachwerk) ou scie à chantourner (Laubsäge), etc. Sa déclinaison inspirée de l’architecture alpine s’appelle le « style chalet suisse » (Schweizerstil).

### Dans les pays anglophones
On y emploie les termes de style victorien, bien que ce terme soit plus vaste, ou plus précisément de style Carpenter ou Stick and Shingle Style.

## Historique
Contrairement à une idée reçue, les origines de ce style se trouvent d’abord dans le passé idéalisé du romantisme, avec la vogue des parcs paysagers, plutôt que dans les Alpes suisses ou tyroliennes. On y construisait en effet parfois des bâtiments, des fabriques ou des ruines néogothiques. La version germanique, avec tours, tourelles, pierres de taille d’angle, balcons et loggias de bois est tout de suite en vogue dans la société aristocratique de l’époque qui le choisit pour ses châteaux et ses pavillons de chasse et ce style s’associe d'abord à l’attrait de la nature, en particulier de la forêt et de la montagne.
Le point d'orgue de cette mode a lieu à l'Exposition universelle de 1873 à Vienne, où l’on représenta tous les styles alpins. Tous les pavillons étaient construits dans ce style.

## Essor

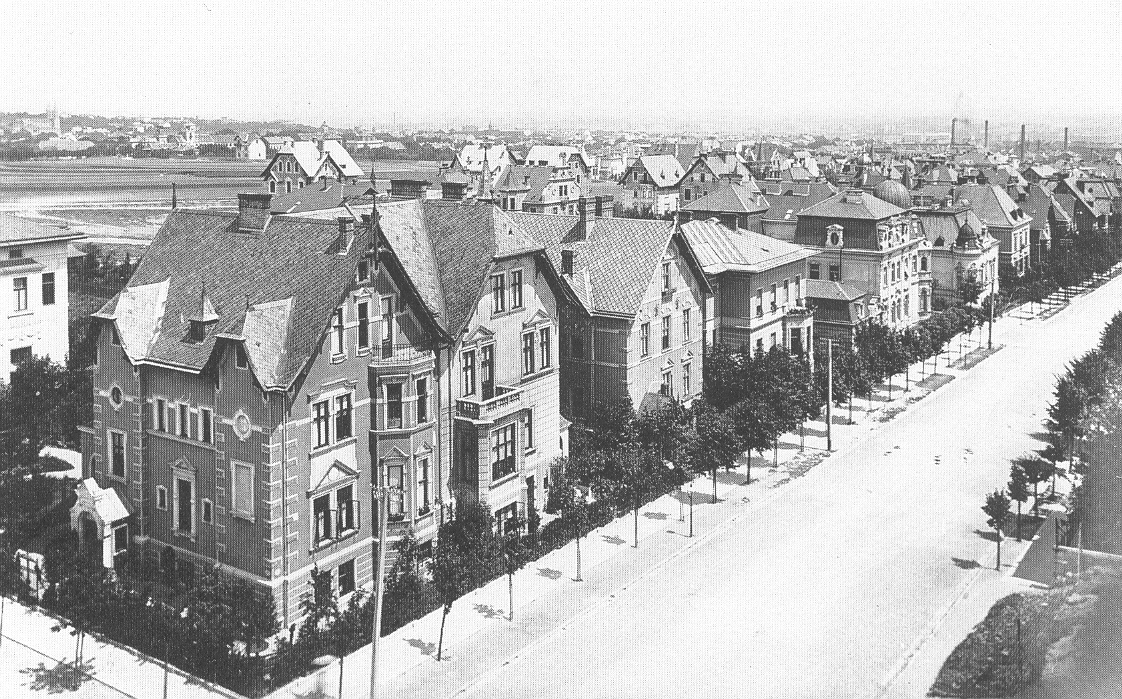
Le quartier des cottages à Vienne, vue de la Hasenauerstraße en 1910.

La mode des villégiatures d’été dans des régions plus fraîches (à l'inverse d'aujourd'hui) s’installe durablement au XIXe siècle dans l'aristocratie puis dans la bourgeoisie. L'architecture des villas se rapproche de celle des campagnes et l'on idéalise les fermes et les châteaux ruraux en employant le bois, en ornant les bâtiments d'oriels, d'échauguettes, etc. Elle finit même par s'installer en ville, comme le quartier des cottages à Vienne en 1910. L’arrivée du Jugendstil (l'« Art nouveau » allemand) marque la fin de l'essor de ce style enraciné dans un paysage et une contrée idéalisée, pour un style utilisant désormais des symboles.

## Heimatstil en Suisse

### L'origine du nom
Le terme de Heimatstil a été employé en Suisse alémanique à partir de 1910 et repris plus tard par l'historien de l'art Peter Meyer pour définir un style architectural ancré dans les traditions locales et régionales, qui fraya une voie vers la modernité en dépassant l'historicisme et l'Art nouveau. Appliqué à tous les genres de constructions entre 1905 et 1914, il réapparut sous des formes nouvelles dans les années 1920 (second Heimatstil), puis dans les années 1940 (Landistil) et se prolonge jusqu'à nos jours (régionalisme). Le terme allemand a fini par s'imposer également en Suisse romande et au Tessin pour désigner l'architecture réformatrice d'après 1900. Mais d'anciens ouvrages parlent de "style national", de "modern style" et de "style suisse". Suivant un exemple finlandais, Othmar Birkner proposa en 1975 le concept de "romantisme national". À l'étranger, on utilise des termes tels que "Heimatschutzstil" ou "régionalisme" pour désigner le même courant.

### La quête de traditions architecturales locales
Le Heimatstil puise son inspiration dans la nostalgie d'une bourgeoisie en quête de ses origines paysannes. Un retour aux traditions architecturales autochtones se traduisit par la construction de maisons engadinoises, bernoises ou neuchâteloises. Il ne s'agissait pas de reproduire le modèle alpin mondialement connu (style chalet suisse, style suisse, souvent confondu avec le Heimatstil) ni d'imiter la seule apparence de son extérieur, mais de recourir à des matériaux de construction locaux et de s'appuyer sur la tradition artisanale indigène. La formule "beauté et patrie" résumait une pratique où l'utilisation du bois sculpté, de la pierre taillée et du fer forgé relevait du devoir patriotique ; les toits en saillie, les fenêtres à croisillons et les encorbellements constituaient la norme esthétique ; la simplicité et la modestie étaient érigées en vertus. La maison bourgeoise et la maison paysanne d'avant 1800 devaient servir de modèles. Une architecture nationale devait mettre en valeur les trésors locaux. Le Heimatstil est étroitement lié au premier Heimatschutz, qui entendait développer une nouvelle culture architecturale en Suisse sans pour autant oublier les acquis du passé.

### Le rôle  déclencheur du Village suisse de l'Exposition nationale de Genève
Réaction tardive contre la société industrielle moderne, le Heimatstil plonge ses racines dans le romantisme bucolique du XIXe siècle. Il est animé d'un esprit patriotique villageois, hostile à la grande ville. Mis à la mode par le Village suisse de l'Exposition nationale de Genève en 1896, il fut présenté à l'Exposition universelle de Paris en 1900, où il se trouva en compétition avec son pendant finlandais. En 1914, l'Exposition nationale de Berne et son hameau suisse (Dörfli) finit par l'imposer comme une sorte de modèle obligatoire et patriotique. Omniprésent, le Heimatstil s'applique aux grandes constructions (château du genre Alpenschloss comme le château Mercier à Sierre, station transformatrice, centrale hydraulique, gare de campagne, hôtel) comme aux petites (fontaine avec ornementation florale et animale indigène), mais surtout aux habitations (maisons individuelles ou immeubles locatifs) et aux bâtiments scolaires, où à la pédagogie réformatrice correspond une architecture nouvelle et une imagerie adaptées aux enfants.

### Un succès auprès des architectes
Dès 1901, l'influence idéologique anglaise, belge et allemande se fait sentir. Les milieux du Heimatschutz cultivaient aussi des liens privilégiés avec la Finlande, comme le montre la gare badoise à Bâle, réalisée par Karl Coelestin Moser d'après celle de Helsinki. Nicolaus Hartmann dans les Grisons, Armin Witmer-Karrer à Zurich, Karl Indermühle à Berne, Alphonse Laverrière à Lausanne, Edmond Fatio à Genève sont des architectes typiques du Heimatstil. Les premières réalisations en style sapin de René Chapallaz et Le Corbusier à La Chaux-de-Fonds témoignent d'une heureuse rencontre entre Heimatstil et Jugendstil (villa Fallet, 1907). Le travail, très moderne, de relations publiques réalisé par les associations professionnelles (Société suisse des ingénieurs et architectes, Fédération des architectes suisses), l'organisation de concours ("pour des logements suisses simples" en 1908), la publication de revues (Heimatschutz, Die Schweizerische Baukunst) firent connaître l'esprit du Heimatstil dans toutes les couches sociales. Des inventaires nationaux de l'architecture profane des différents cantons furent établis à l'initiative des milieux du Heimatschutz ; citons notamment le répertoire richement illustré des maisons paysannes publié en plusieurs volumes en 1901-1903 et la série d'études sur les maisons bourgeoises, lancée par la Société des ingénieurs et architectes suisses en 1907.
Ce mouvement a connu un regain d'intérêt à la fin du XXe siècle, avec une étude historique à l'échelle national. Cette dernière a permis de mettre en lumière la variété typologique du Heimatstil et de mettre sous protection au titre de monuments historiques un certain nombre de réalisations, parmi lesquels des exemples d'architecture scolaire, religieuse, administrative, industrielle et locative.

## Galerie

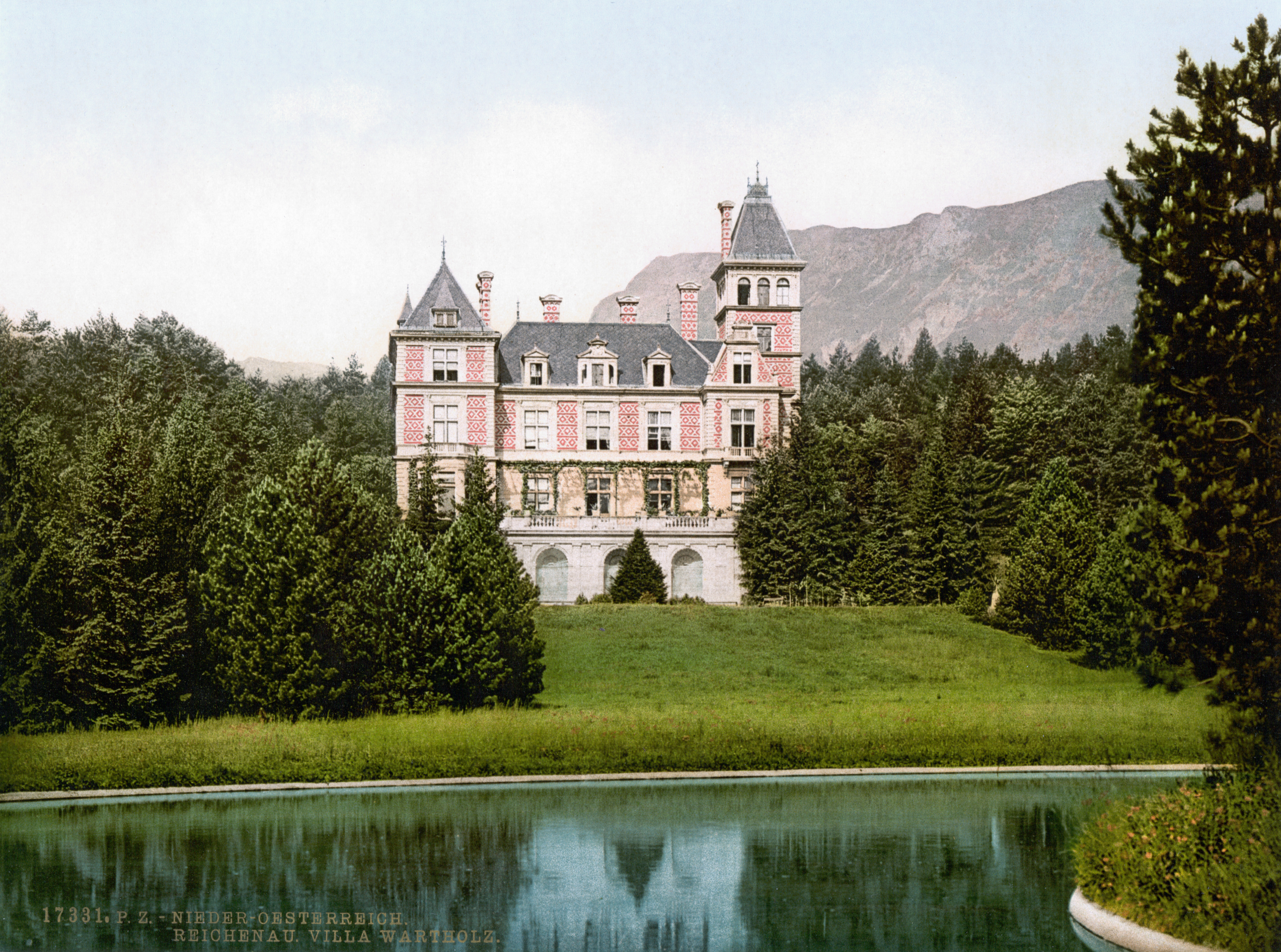
Villa Wartholz à Reichenau (Autriche) construite par Heinrich von Ferstel.
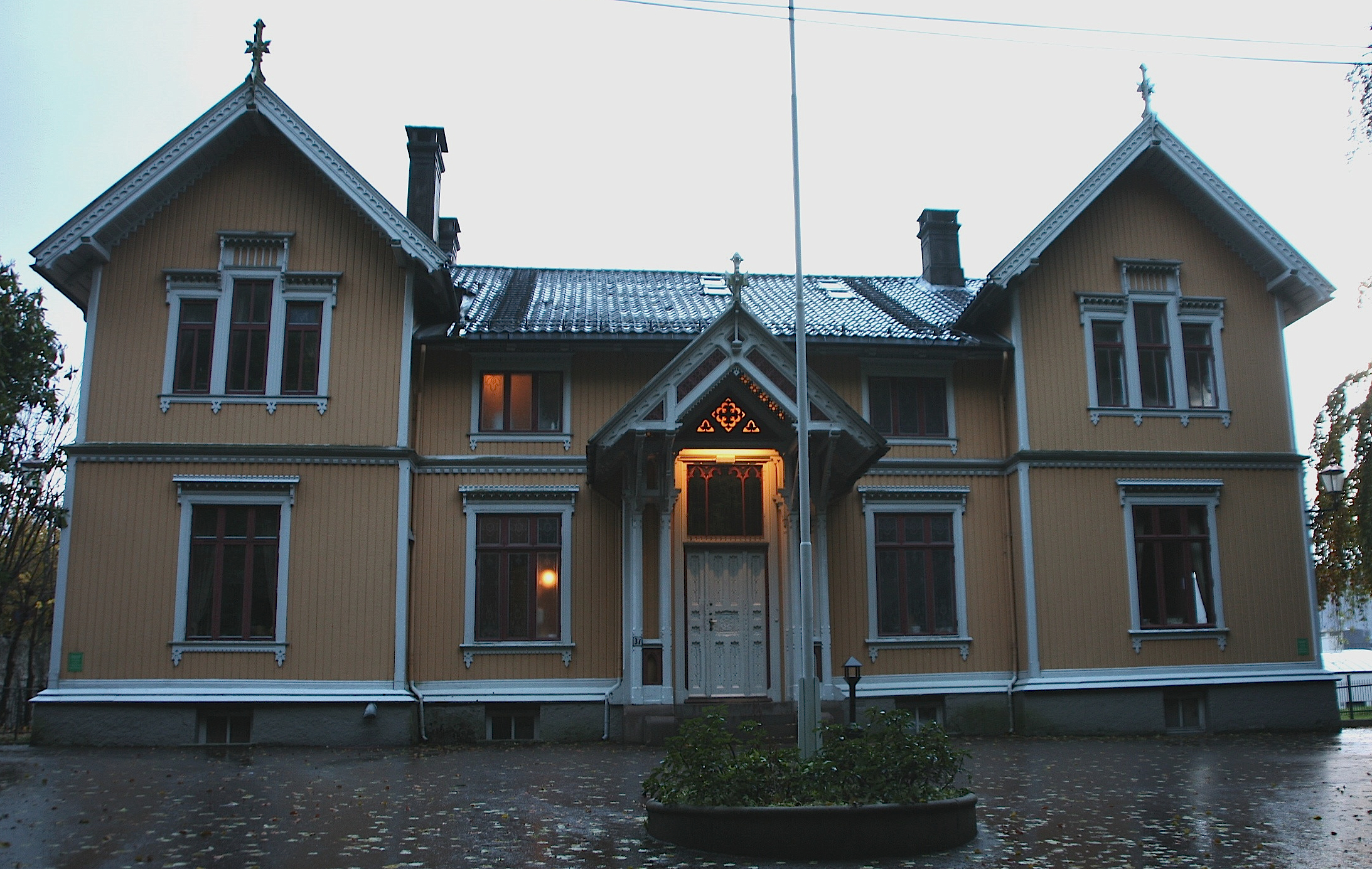
Villa Kalfaret à Bergen (1868), photographie de Nina Aldin-Thune.

### Canton de Neuchâtel (Suisse)

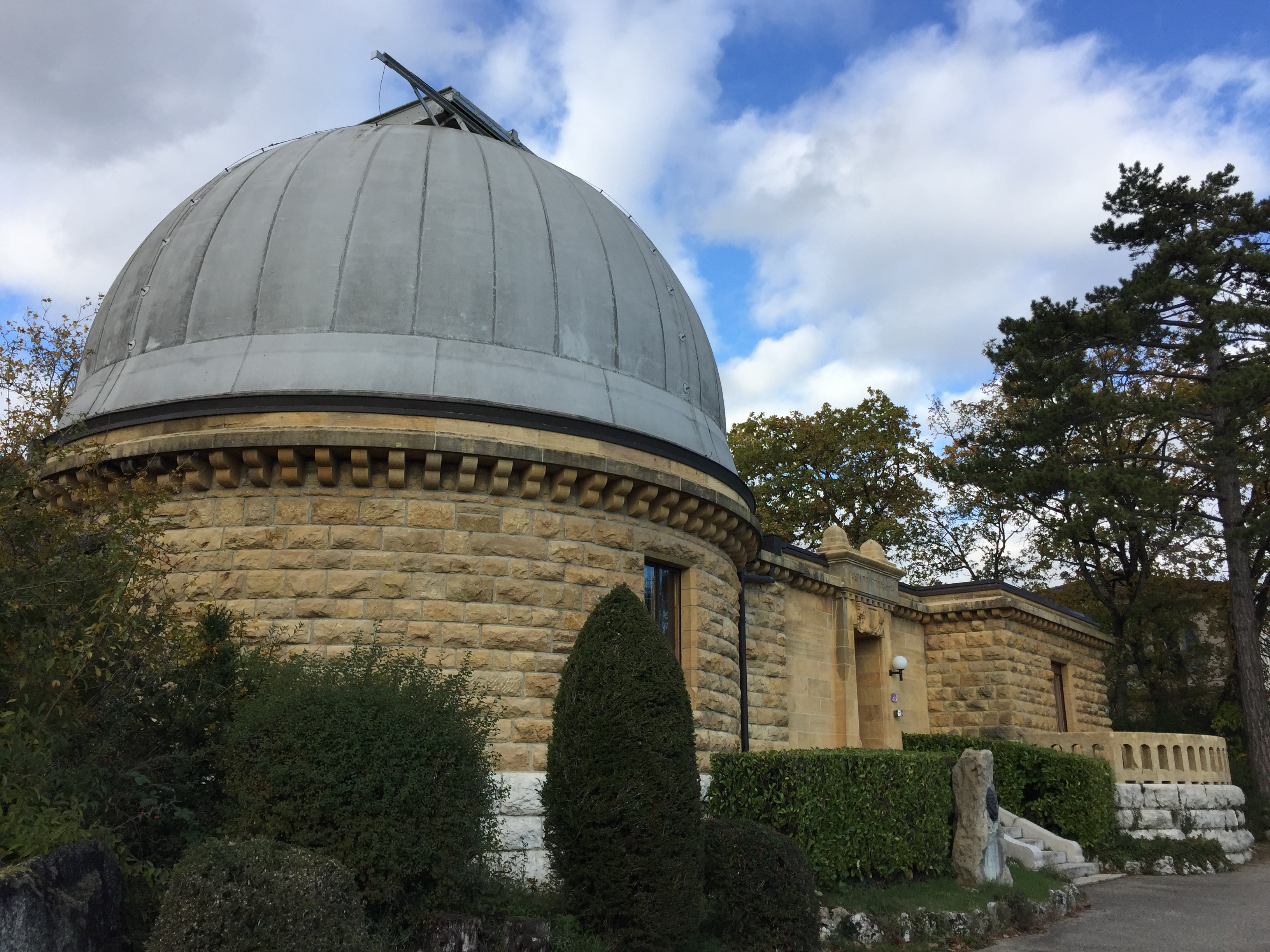
Neuchâtel - observatoire cantonal, pavillon Hirsch (1909-12)
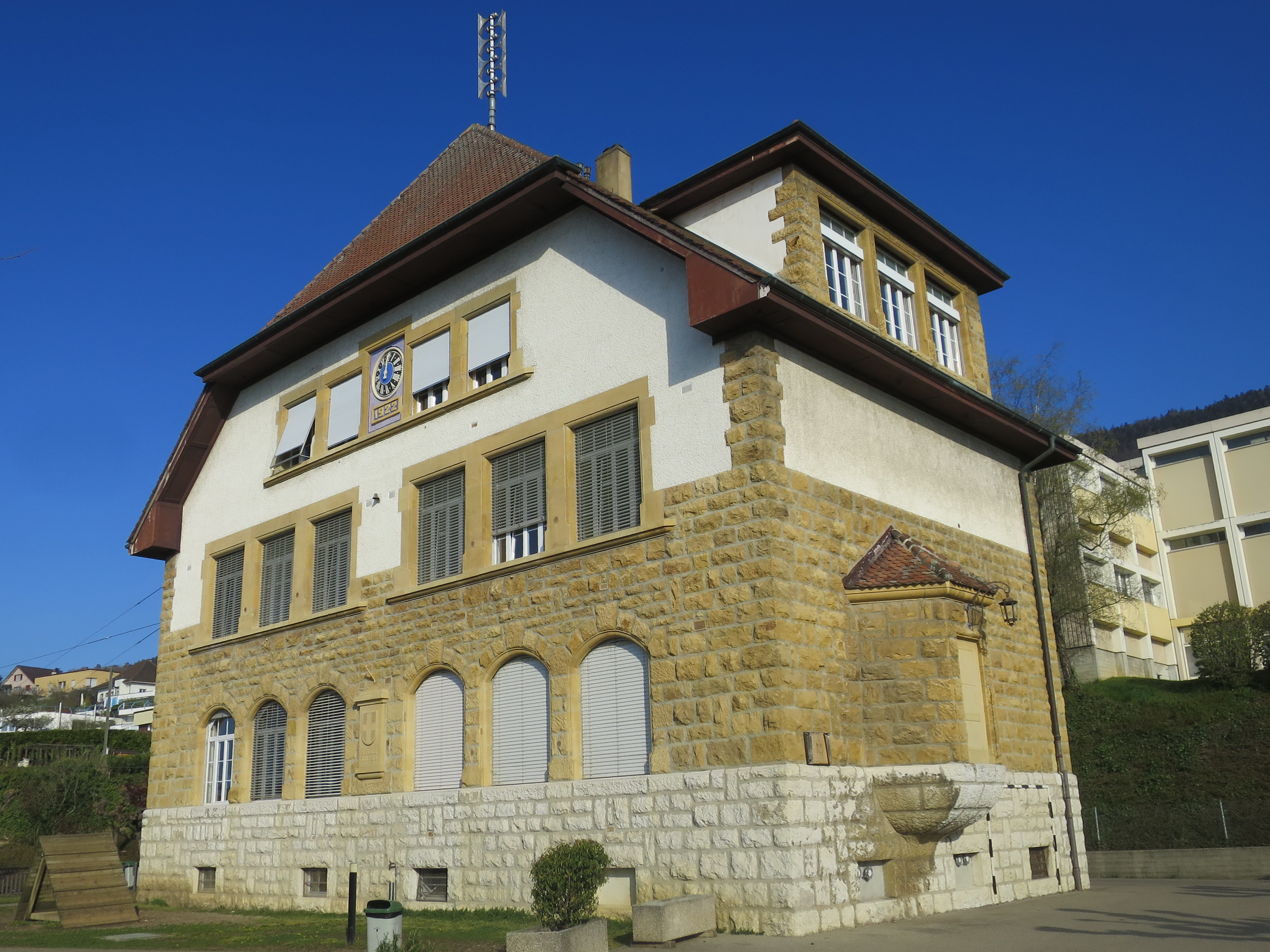
Hauterive, école primaire (1922)

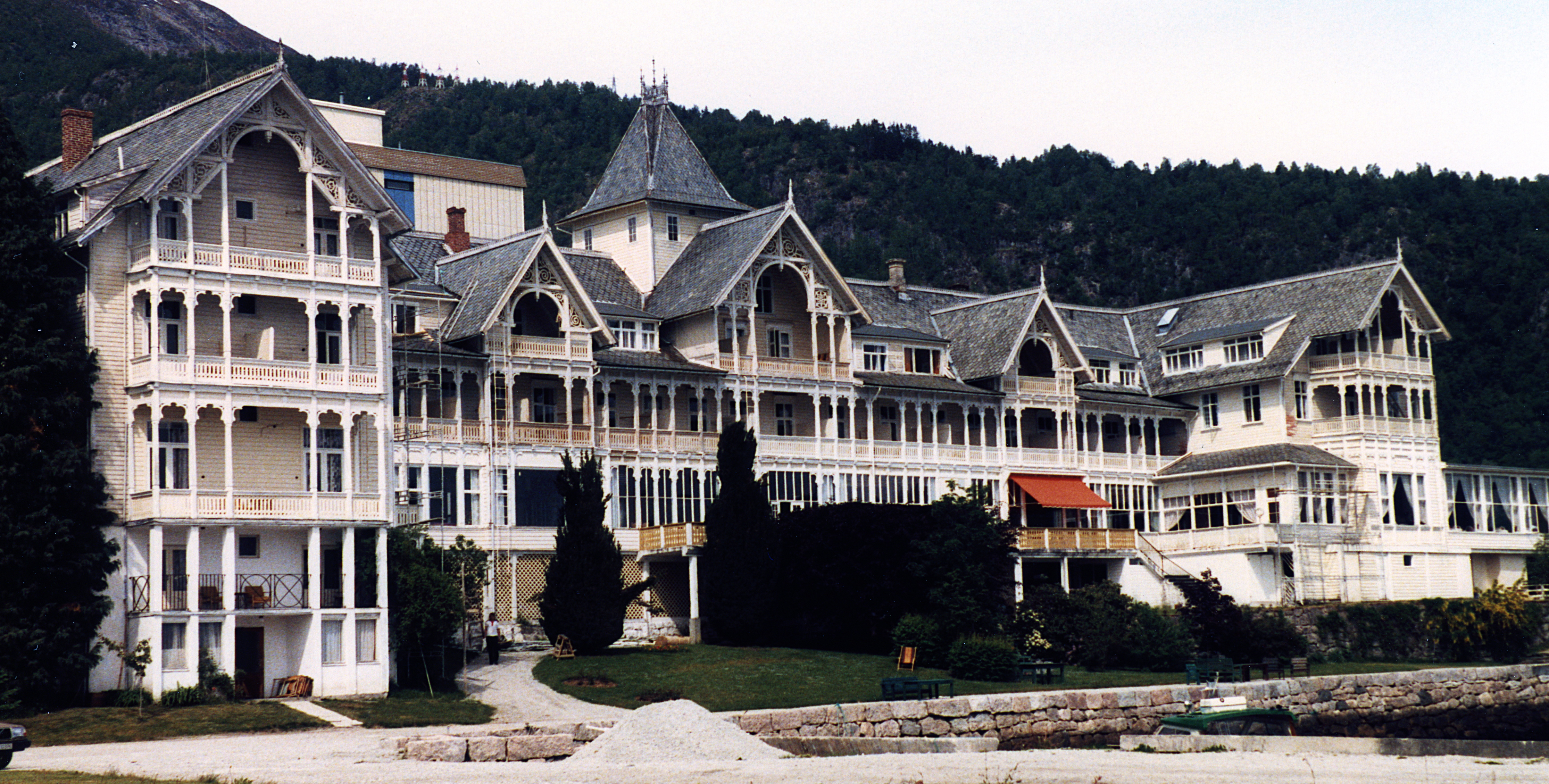
Hôtel de Kviknebalestrand en Norvège (photo de Nina Aldin Thune), déclinaison du Heimatstil en style chalet.

## Exemples
- Villa Wartholz à Reichenau.
- Villa Bittner à Bolzano.
- Sanatorium Wienerwald de Davos, construit en 1903–1904.